# 妊娠
妊娠（英語：gestation）又稱懷孕（pregnancy），是受精卵在母体子宫内生长发育形成胎儿至分娩前的过程；即指后代在女性體內孕育成長的過程。
人類的妊娠約40週，從受精排卵算起則為38週；妊娠始於末次經期，經歷40週（10個月）的孕期，分娩後即結束。受精後的前8週發育型態稱為胚胎，後期則稱為胎兒。妊娠早期的症狀包含：無月經來潮、乳房柔軟度增加、噁心嘔吐、飢餓與頻尿。多個胚胎的妊娠稱做多胞胎，如常見的雙胞胎。性交或人工生殖技術會導致妊娠，而妊娠可由妊娠試驗確診。
妊娠通常可分為3個時期。第一期定義為受精當週起算第1-12週。受精後所形成的受精卵會經輸卵管向下移動，接觸子宮內層著床，並開始發育成胎兒與胎盤。第一期所承受的流產（胚胎或胎兒自然死亡）風險為三期之最。第二期定義為第13-28週。在第二期中期，可能會感受到胎兒活動。第28週時，如果接受高品質醫療照護，大於90%的胎兒可在子宮外存活。第三期定義為第29-40週。懷孕初期因初著床，流產機率較高；懷孕中期開始，胎兒較易以儀器監測；懷孕後期，胎兒開始具備母體外存活能力，也因如此，法律和習俗多視懷孕後期的胎兒為個人。
良善的孕期保健有助提升懷孕期身體狀況，包含多攝取葉酸、避免使用毒品與酒精、規律運動、血液檢查與定期體格檢查。因妊娠而造成的併發症包含妊娠高血壓病變、妊娠糖尿病、缺鐵性貧血與妊娠劇吐等等。正常孕期約為37-41週，以37週作為早產或足月的分界，在37-38週出生稱為早期足月產、足月產為39-40週、過月為41週；41週以上稱為過期妊娠。嬰兒在20-37週之間出生，稱為早產，可能會造成如腦性麻痺等健康風險。如果在39週以前分娩，除非有其他醫療狀況，否則不建議進行人工引產或剖腹產。
2013年全球約有2.13億次妊娠事件發生，其中1.9億次在開發中國家，2,300萬次妊娠則發生在已開發國家。在15-44歲年齡層中，每千名女性就有133名妊娠。約10-15%已知懷有身孕的人因流產而終止妊娠。1990年，因妊娠併發症而死亡的人數為37.7萬人，2013年則降至29.3萬人；其常見原因包含產後出血、墮胎引起的併發症、妊娠高血壓、產褥熱與難產。全球約40%妊娠為非計划懷孕，其中一半會選擇墮胎。在美國的非計划懷孕中，60%女性曾施行避孕措施，甚至到受孕的那個月仍有進行避孕措施。

## 辭源
妊娠始見於漢朝王充所著的《論衡·命義》：「妊娠之時遭得惡也，故遭雷雨之變，長大夭死。」根據《說文解字》：「妊，孕也。」娠，則解作胎兒，如《漢書·卷一·高帝紀上》所記載「已而有娠，遂產高祖。」

## 偵測與確定日期
確定妊娠的開始，主要有三種方式：
1. 偵測新形成的胎盤所產生的激素（妊娠試驗）。臨床的尿液與血液檢查可以在受精後10天左右偵測[14][15]。家用的尿液檢查則通常要14天後才有效偵測[16]。這兩種方式都只能偵測妊娠而無法得知受精日期
2. 由月經的中斷发现，确定妊娠后可据此粗略推算受精日期。月經中斷早於任何妊娠早期症狀（如害喜）。醫生通常根據女性報告的上次月經的第一天來計算受精日期（即胚胎的「年紀」）
3. 除非性行為很少，否则無從得知受精的確切日期

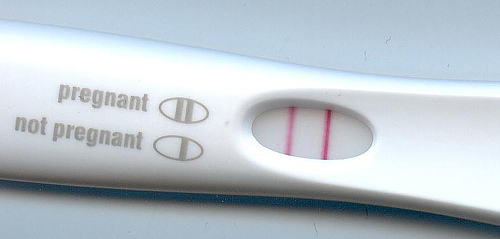
驗孕棒

理論上，懷孕還可更進一步分為：卵子在輸卵管中遇到精子的受精以及後來的著床。胚胎與胎兒只在科學上區分，不會在實際上區分。

## 歷程
通常把妊娠分為三期。每期約三個月。雖然這種分期沒有嚴格的規則，但是解釋某些變化時很有用。

### 受精
受精是指在妊娠開始前卵子要先遇到精子而產生作用。受精是一連串的過程，任何中途的干擾均可導致失敗。剛射進來的精子經過獲能作用才有能力讓卵子受精。
大部分的受精是由男性在女性體內射精後產生。男性一次約可射出大約三億個精子至女性體內，一般情況大約有200個精子抵達輸卵管。順利時10小時後精子可游至輸卵管內與卵子結合，有些強壯的精子或射精時速率超過40公里/小時，射精後90秒內就可能進入子宮頸，更可以短在1分钟內完成。由於精子能活上36小時，因此如果在排卵前進行性行為，卵子仍然可以受精。現在的技術也可以做到在體外人工授精。目前文獻上的記錄還能受孕的最長時間，卵子是3天，精子是6天。
成熟的卵子從卵巢排出，與第一個精子結合後，引發精子發產生頂體反應，而頂體其實是由溶酶體改變而成，位於精子前方。精子釋出頂體內的水解酵素穿過卵子的透明帶，並且融合成合子，把細胞核內的單倍體注入次級卵母細胞。注入後，卵子便啟動皮質反應以阻止其他精子進入卵子，並且刺激鈣離子傳遞訊號引發卵子激活。於是，兩者的單倍體結合產生新的雙倍體。
這個雙倍體開始分化，演變成胚胎，慢慢游至子宮，準備著床。
對於超過一年未能成孕的婦女，會建議採取現時很多協助懷孕的醫學方法，譬如胞漿內單精子注射、配子輸卵管內移植、合子輸卵管內移植、胚胎冷凍保存。估計美國有超過6百萬成年人受不育問題困擾。

### 着床
醫學上妊娠是胚胎在子宮內膜著床開始。一般在授精後第7天發生。有時因為併發症，胚胎會在輸卵管或子宮頸著床，造成子宮外孕。著床通常沒有跡象或症狀，雖然也有不少著床時輕微出血的例子。胚胎的外層會長成胎盤，可以從子宮壁接收營養。臍帶連接新生兒與胎盤。胚胎著床之後，母體黃體素濃度會維持在排卵後的濃度（5 ng/ml），雌激素也會維持在高濃度，不會像未懷孕那樣隨月經週期恢復為排卵前的低濃度。
雖然醫學上妊娠是從着床開始，一般計算預產期是用「內格萊氏法則」（Naegele's Rule）：最後一次月經（LMP）的首天加40週（280日）。胎兒出生早於37週視為早產，通常24週後存活機會較大，晚於43週視為過期產。但是妊娠時間長短因許多因素而變。過期產要冒著胎兒體積過大的風險。
受孕的準確日期很重要，因為很多產前檢查都是根據這個日期決定。是否要引產也是由這個日期決定。由於女性月經周期長短不同，排卵日也未必在第14日。所以預產期只能粗略估算。大約3.6%的婦女在根據月經估計的預產期生產，4.7%的婦女在根據超音波診斷估計的預產期生產。

### 初期
胚胎在此時會急劇改變發展。大約一半的女性會在這時（也只在這時）出現妊娠反应症狀。
妊娠早期多数孕妇出现择食、食欲不振、轻度恶心呕吐（俗稱害喜）、头晕、倦怠等症状，称为早孕反应。一般从闭经6周开始，约12周前后自然消失，不需特殊处理。偶有少数孕妇反应严重，故对恶心呕吐频繁剧烈，不能进食，影响工作生活，甚至威胁生命者，称妊娠剧吐。在早晨起来后吃饼干或麵食可减轻症状，饼干膨化吸收胃酸，面食碱性可中和胃酸。或者补充维生素B6可减轻孕吐，必須在医生指导下服用。
20世纪中期出现过一种减輕妊娠反应的药物反应停，由于研制期间没有足够的临床实验就推出市场，结果导致大量畸胎出生，这些婴儿上肢极度萎缩，被称为海豹肢儿。由于妊娠早期母体中的各种化学变化很容易影响胎儿的生长，因此一般医生建议在妊娠期间尽量不口服或注射药物。

### 中期

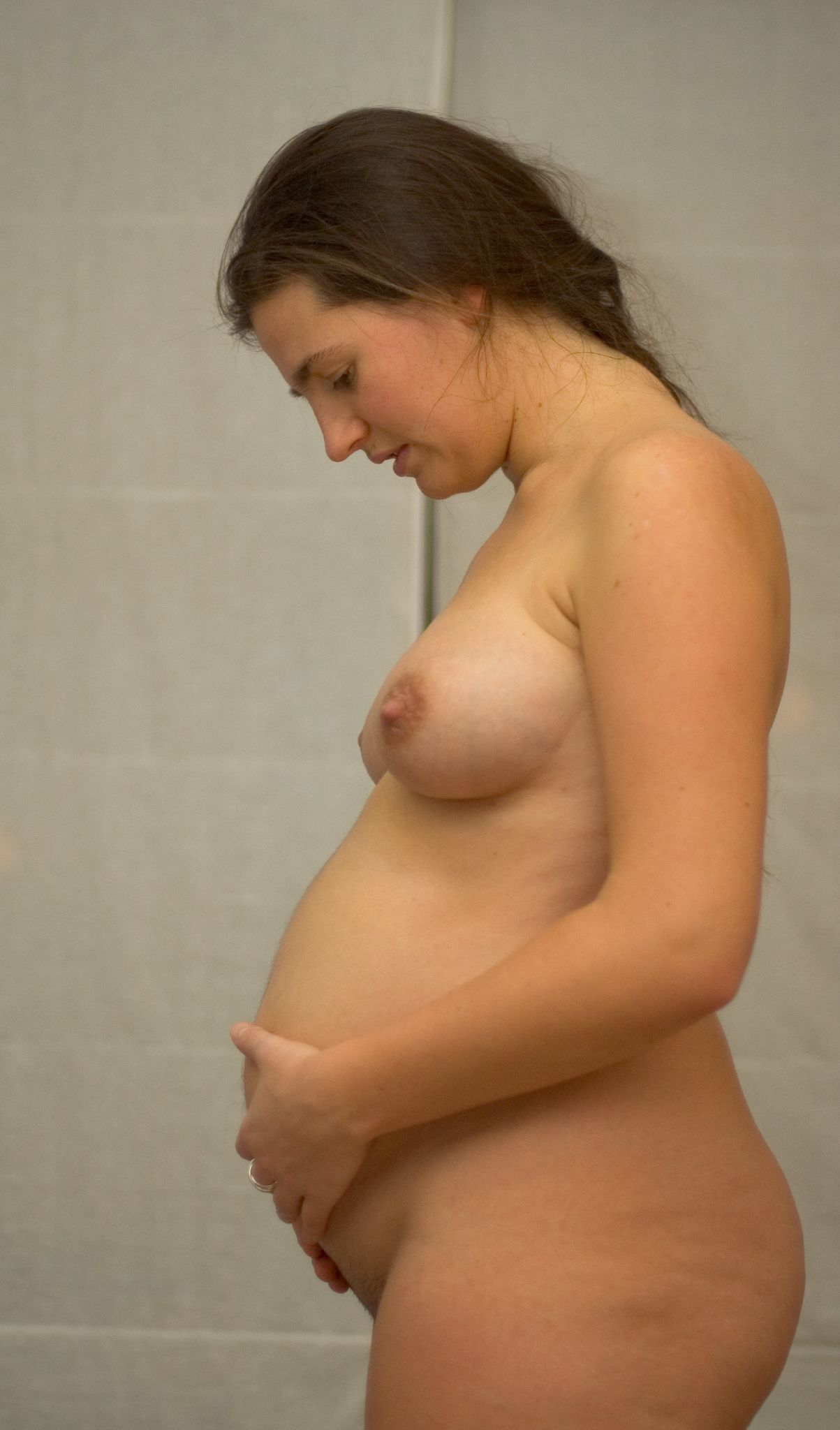
一名已懷孕26週的女士

多數婦女覺得這時比較有活力，而且體重開始大幅增加。這時胎兒開始長成可辨認的形狀，也是第一次可以感覺到胎兒的運動。
在妊娠時期，胎盤會分泌大量黃體素，母體的黃體素會高達100-200 ng/ml，這對維持懷孕很重要。胎盤也會分泌催乳素，增加母體的血糖與血脂濃度，最後導致胎兒的營養攝取增加。催乳素、黃體素共同作用，促使乳腺充分发育，使乳腺小叶末端导管发展成为小腺泡。

### 晚期

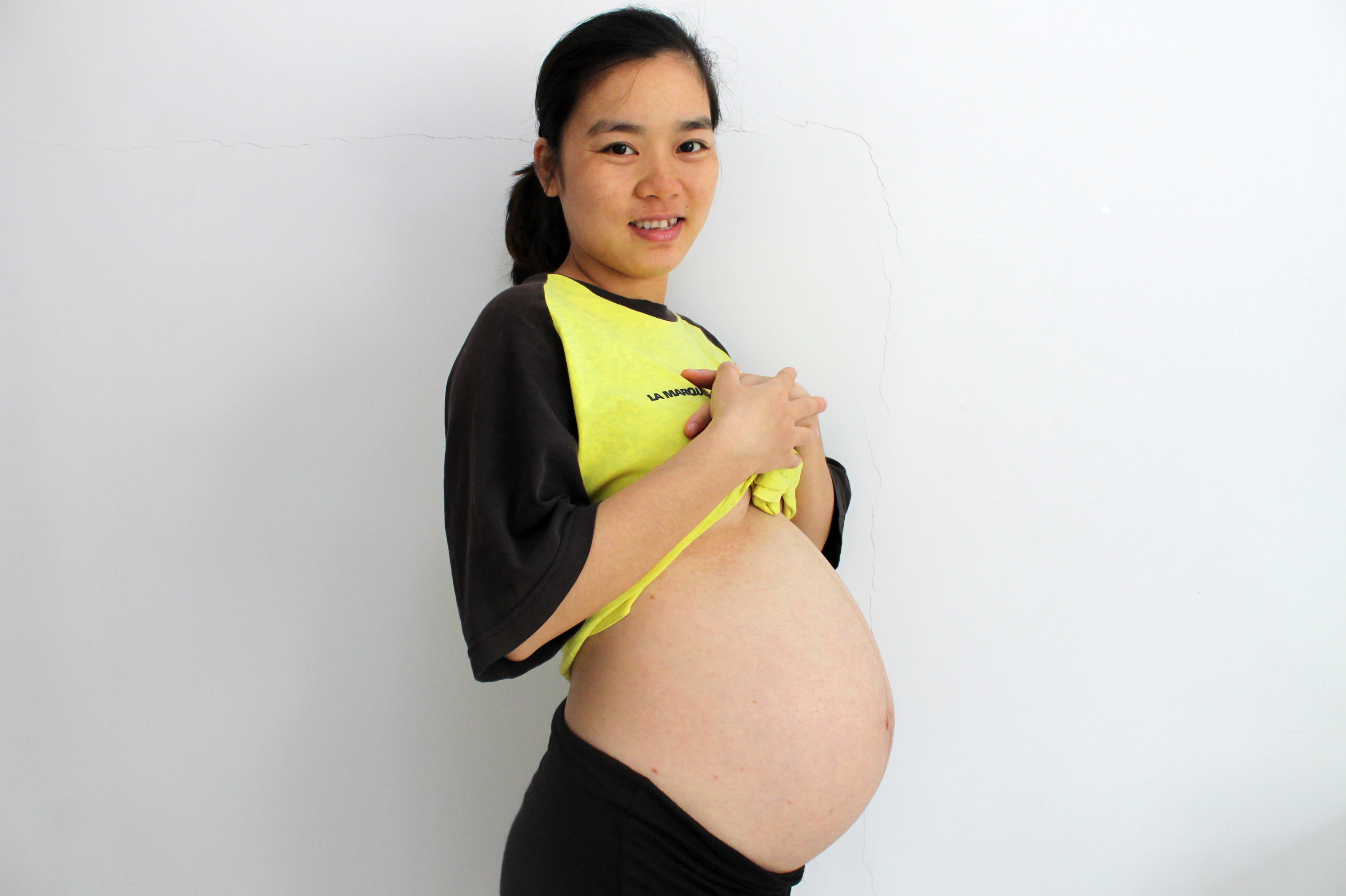
一名怀孕35周的华人妇女

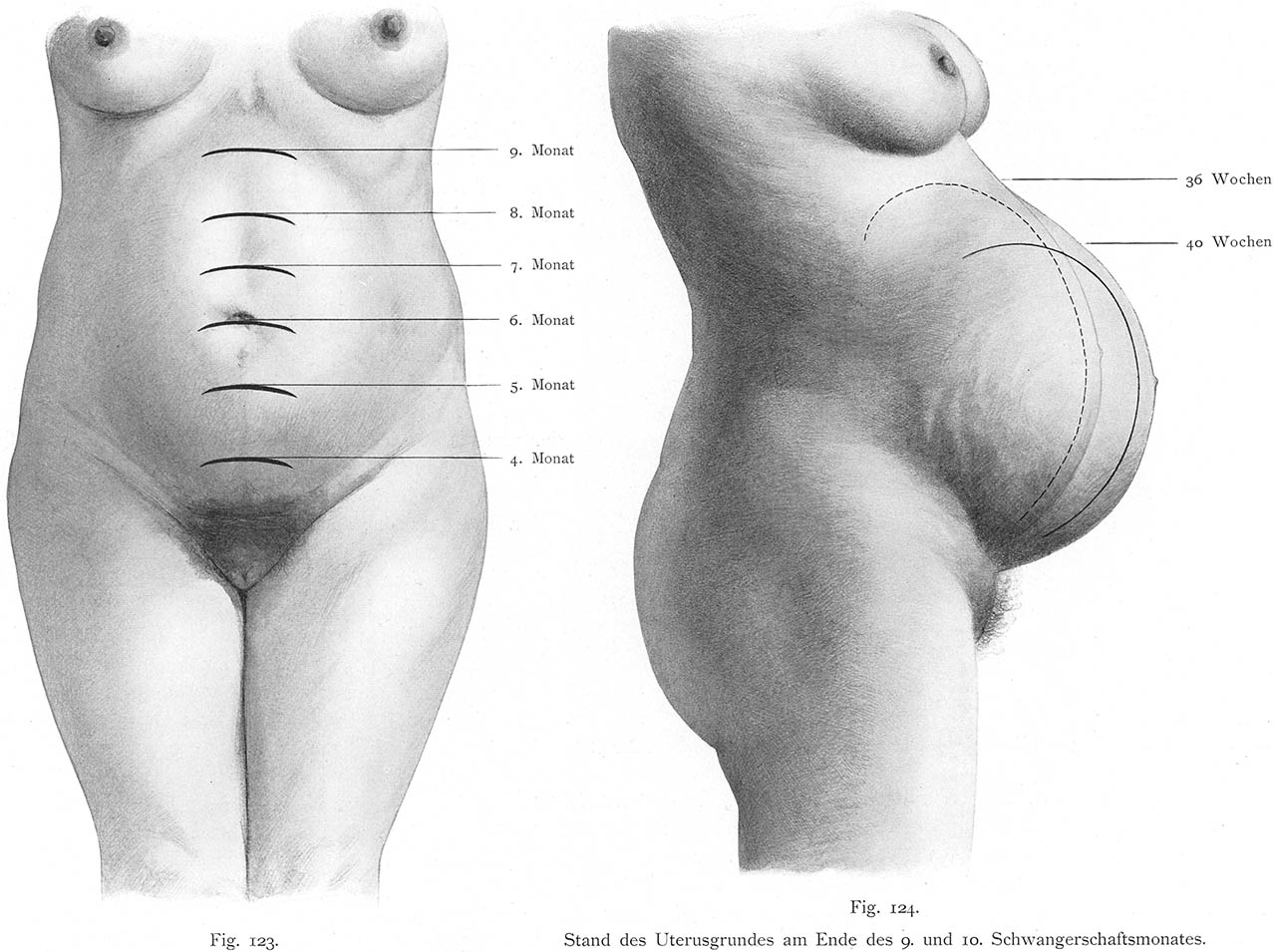
36周和40周

體重增加的最後階段。胎兒定期活動，這可能不太舒服，並且導致腰酸背痛和膀胱無力等症狀。此時孕婦的腹部中線會出現深色的妊娠線。

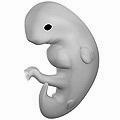
胚胎在4周後
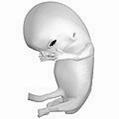
胎兒（Foetus）在8周後
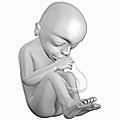
第18周後
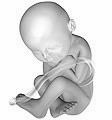
第38周後
第1個月 (簡化圖)
第3個月 (簡化圖)
第5個月 (簡化圖)
第9個月 (簡化圖)
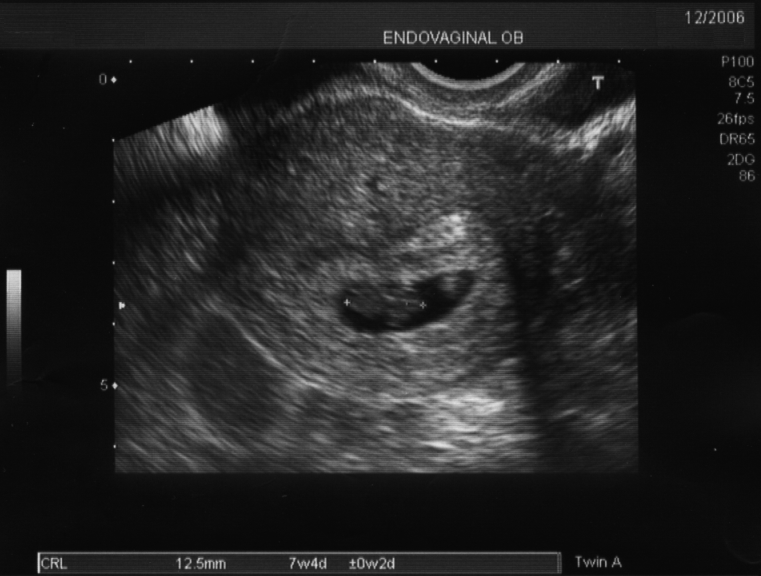
第7周
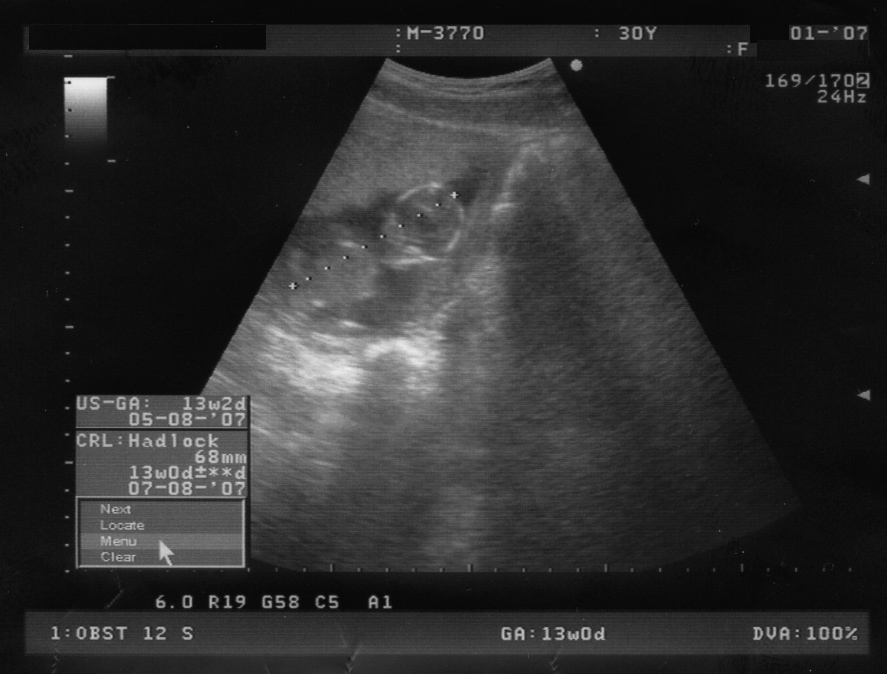
第13 周
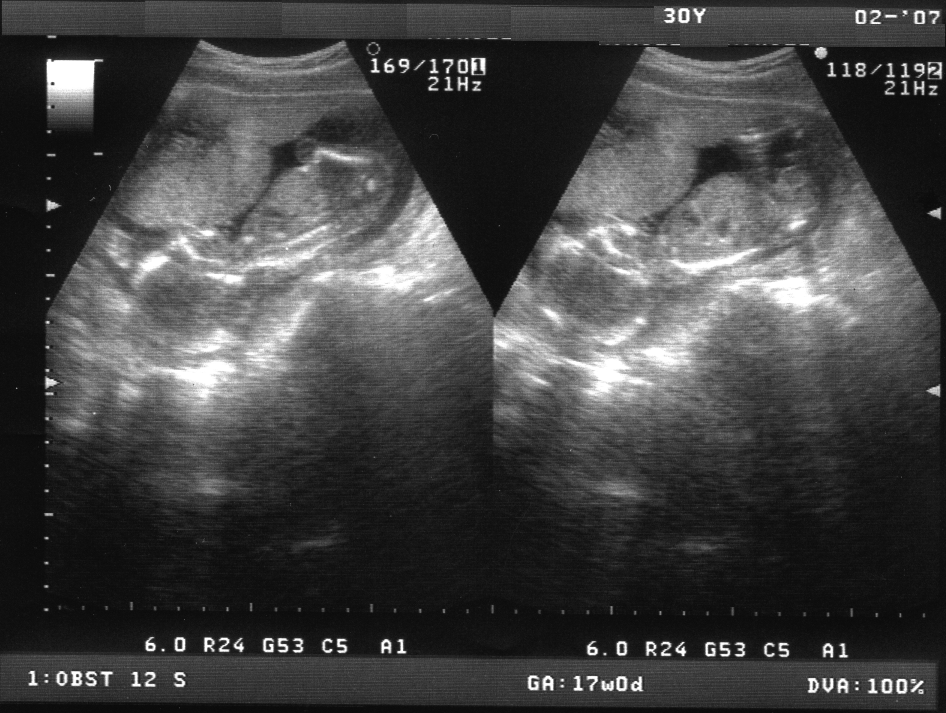
第17 周
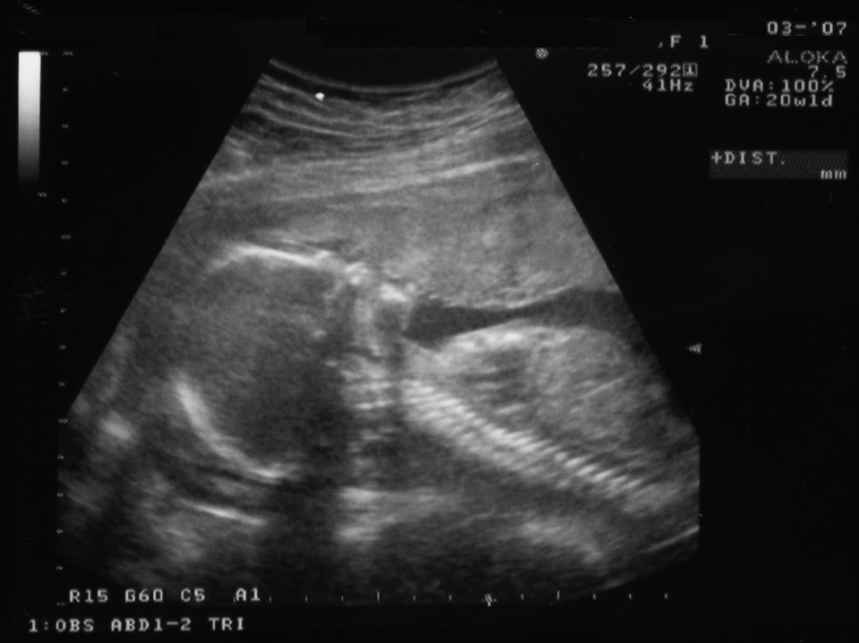
第20 周

## 營養攝取
均衡營養對妊娠非常重要。健康飲食，平衡地吸收碳水化合物、脂肪和蛋白質，進食各樣水果蔬菜，確保充足營養。如果飲食受到健康、宗教、道德等因素所影響，那些孕婦應該聽取健康顧問的建議。
研究證明在受孕前適當攝取葉酸可減少胎兒神經管道畸形，並且能預防脊柱裂。胎兒的神經管道成長於妊娠首28週，所以解釋受孕前攝取葉酸是何等重要。在菠菜與其他綠葉蔬菜都發現大量葉酸，譬如甜菜、花椰菜、蘆筍、柑橘類水果和瓜類、鷹嘴豆。在美國與加拿大，很多小麥產品都已經加入了葉酸。外觀方面，缺乏維生素B會導致在前額面臉頰等皮膚各處的色素沉澱，形成了「懷孕面具」或者黃褐斑，於是變得很容易檢測。
二十二碳六烯酸（DHA omega-3）是大腦與視網膜內的結構性脂肪酸，常見於人奶中。在懷孕及哺乳期間，二十二碳六烯酸對嬰兒和婦女非常重要。出生後初期，嬰兒很難製造二十二碳六烯酸，只能在胎兒時期通過胎盤，或者通過餵哺攝取。
一些微量元素也對胎兒發展非常重要，特別在世界上某些營養不足非常盛行的地區。在已發展地區，譬如歐美，有助骨骼發展的維他命D與鈣質也需要補充。
一些危險的細菌或寄生蟲可能污染食物，特別是李斯特菌和弓形蟲。小心清洗水果蔬菜可消除這些病原體，徹底烹調也可。軟奶酪與未經過消毒的奶可能含有李斯特菌。另一方面，貓糞容易引起弓形蟲病。孕婦容易從雞蛋和家禽感染沙門氏菌，故需要徹底烹調雞蛋和家禽。保持廚房清潔也能降低風險。

### 營養列表
| 养分               | 建議每日攝取量 (RDA) (多加 >= RDA)             | 最大摄入量       | 备注                                                                 |
| ------------------ | ---------------------------------------------- | ---------------- | -------------------------------------------------------------------- |
| 熱量               | 第三孕期每天增加 200大卡(kcal) (840千焦耳(kJ)) | 建議每日攝取量   |                                                                      |
| 蛋白质             | 每天多加 6克(g)                                | 每天 51克(g)     |                                                                      |
| 硫胺 (維生素 B1)   | 与身体的能量需求增加; 每天增加 0.5毫克(mg)     | 每天 1.5毫克(mg) | 孕妇及小儿因发育关系需要较多。乳母1.8毫克 缺乏能导致婴儿先天性脚气病 |
| 核黃素 (維生素 B2) | 細胞生長; 多加 0.3毫克(mg)                     | 每天 1.4毫克(mg) | 孕妇及小儿因发育关系需要较多。乳母1.6毫克                            |
| 菸酸 (維生素 B3)   | 不需補充。定期補充/在飲食攝取量足夠。          | 建議每日攝取量   |                                                                      |
| 葉酸 (維生素 B9)   | 控制 血浆成分; 每天多加 100微克(µg)            | 每天 300微克(µg) | 妊娠前四周需大量补充。缺乏能导致婴儿唇裂和颚裂。                     |
| 維生素C            | 每天 補充 身體儲存量; 多加 70毫克(mg)          | 每天 100毫克(mg) | 中、晚期孕妇乳母 130毫克                                             |
| 維生素D            | 每天補充 血浆的維生素 10微克(µg)               | 建議每日攝取量   | 协助钙，磷的吸收与运用                                               |
| 鈣                 | 不需 補充                                      | 建議每日攝取量   | 构成骨骼和牙齿的主要成分                                             |
| 铁                 | 每天多加 3毫克(mg)                             | 建議每日攝取量   |                                                                      |
| 鎂, 鋅, & 銅       | 正常攝入和補充                                 | 建議每日攝取量   |                                                                      |
| 碘                 | 每天多加 100微克(µg)                           | 每天 250微克(µg) |                                                                      |

## 藥物

### 精神藥物

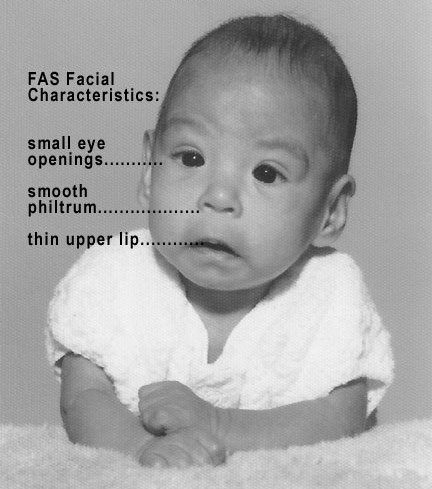
患有胎兒酒精綜合症的嬰兒

飲酒和吸煙都會危害胎兒。吸煙的母親所面對流產早產的風險比正常人高一倍。他們的子女患有過度活躍症的機會是16.5%，而不吸煙母親的則為4.6%。懷孕期間吸煙使兒童將來患上哮喘與體重過低的風險增加。懷孕期間喝酒容易導致胎兒酒精綜合症。
吸食可卡因可導致兒童缺陷和血管收縮，影響了器官內的血液流量，導致妊娠併發症，胎盤剝離和早產。
如果已經依賴海洛英，會建議採用替代療法，避免體內藥物水平的變化與戒除毒癮過程中不良反應影響胎兒。

### 藥物治療
在懷孕和哺乳期間使用藥物都有很多研究。使用有致畸效果的反應停就證明懷孕期間用藥的危險性。因此，服用藥物前需要跟從醫生或藥劑師的意見。
懷孕分級是指是藥物學中用來評估女性在懷孕期間服用藥物對胎兒可能造成傷害的危險程度，其中的A級是指此藥物仍無法證明對懷孕初期的胎兒有危險性，而X級是指動物試驗或是人體試驗顯示會造成畸胎，像上述的反應停即為X級。

## 煩惱與併發症
妊娠期間，孕婦身體有不同程度的改變，導致很多煩惱與併發症：
- 貧血[50]
- 背痛：常見於妊娠第三期，特別是當孕婦的身體重心改變。
- 腕隧道症候群：大約21%到62%孕婦會出現，起因多為水腫。[51]
- 便秘：主因是腸道活動減少和黃體素的水平上升，導致大量吸收水分。
- 水腫：除了體內血液倍增外，下腔靜脈和盆腔靜脈收縮也增加了下肢的靜水壓力。另一個說法是，血漿蛋白降低導致水分容易滲透到身體其他組織。[52]對於中醫來說，氣滯、脾虛和腎虛都可以導致水腫。[53]
- 子宫圆韧带疼痛：由于支撑子宫位置的子宫圆韧带在怀孕期间会随着胎儿的发育不断延展，当子宫圆韧带过度拉伸时，就会引起疼痛。[54]如果下腹疼痛時抽筋而且出血，便有可能是異位妊娠或者流產的先兆。[55]
- 胃食管反流病和噁心
- 產後精神病
- 產後抑鬱症
- 骨盆疼痛（英语：Pelvic pain）

## 分娩
分娩是指孩子出生的過程。一般會由開始感覺到子宮規律的陣痛收縮，以及子宮頸的薄化及擴張視為分娩的開始。雖然大部分人都覺得分娩很痛苦，也有些女性表示有過無痛分娩的經驗，也有些產婦表示在分娩時專注，有助於加速分娩過程，並且減輕疼痛。大部份的分娩都可以用陰道分娩的方式順利分娩，不過有時也會有併發症，有些產婦需要進行剖宮產。
在分娩之後，產婦及嬰兒都會因激素的影響而產生聯擊。產婦會分泌催產素，在哺乳時也會分泌此一激素。世界衛生組織的回顧研究指出，嬰兒出生後和母親的肌膚接觸有助於減少其哭泣的情形，提昇母嬰互動，也幫助媽媽可以順利哺乳。因此世界衛生組織建議醫院在新生兒出生後的二小時內，應該讓新生兒在媽媽的身邊，這段時間也是新生兒在剛出生的那段期間中，最緊張的時間。

## 產後
產後期間也稱為產褥期，從嬰兒出生開始，約持續八週，這段期間母親的身體（包括激素及子宮大小）會慢慢恢復到懷孕前的情形。
產後的產後護理工作視各地民情，經濟等因素，而有不同的照料方式。一些東亞民族的婦女有在生產過後休息調養身心的習俗，稱為坐月子，時間約一個月，以華人習俗為例，在坐月子期間有不洗髮、不洗澡、不爬樓梯、不可吹風等生活上的禁忌，也會食用像生化湯、麻油雞酒等補品。

## 夥伴
孕妇之外的人，例如伴侶，家人，朋友也可以參與協助妊娠分娩的過程，像是陪伴，提供經濟、精神、勞務的支持。在很多國家現在有拉梅茲課程等等產前課程。夥伴也會一起參加這些課程，和準媽一起練習。
還有一種稱為「同感腰帶」（empathy-belly）的發明，用來讓別人體會懷孕的重量。